# Breede (fiume)
Il fiume Breede è un corso d'acqua sudafricano che scorre nella provincia del Capo Occidentale. Nasce nella Cintura di Pieghe del Capo nel punto in cui il fiume Titus si unisce al fiume Dwars diventando il fiume Breede; questo procede quindi in direzione ovest-est raccogliendo le acque di diversi tributari, tra cui quelle del fiume Sonderend, sfociando infine nell'oceano Indiano presso Witsand.